# Oleg Novickij
Oleg Viktorovič Novickij (in russo Олег Викторович Новицкий?; Čėrven', 12 ottobre 1971) è un cosmonauta russo nato in Bielorussia.

## Biografia

### Carriera militare
Dopo essersi diplomato alla scuola superiore è entrato nella scuola di piloti militari di Kachinskoied, diplomandosi nel 1994 come pilota. Dal 1995 al 2006 è stato pilota dell'Aeronautica militare Russa, accumulando più di 600 ore di volo in vari aerei, tra cui gli aerei L-39 e Su-25. È qualificato come istruttore paracadutista e sommozzatore militare.  Si è ritirato a metà del 2012 con il grado di colonnello ed è un pilota militare di Seconda Classe.

### Carriera come cosmonauta
A ottobre del 2006 è stato selezionato come candidato cosmonauta del gruppo di selezione TsPK 14 del Centro di addestramento cosmonauti Jurij Gagarin. Dai primi mesi del 2007 sino a luglio del 2009 ha seguito l'addestramento base, compreso un addestramento di discesa della Sojuz nell'acqua in Ucraina insieme ai colleghi Sergej Revin e Elena Serova.

#### Sojuz TMA-06M (Expedition 33/34)
Nel 2010 ha iniziato l'addestramento prima come membro di backup dell'Expedition 31/32 e poi come membro dell'equipaggio principale dell'Expedition 33/34 insieme ai colleghi Kevin Ford e Evgenij Tarelkin della Sojuz TMA-06M di cui lui è stato comandante. 
Il 23 ottobre 2012 è partito dal Cosmodromo di Bajkonur in direzione Stazione spaziale internazionale a cui si è attraccato due giorni dopo nel modulo russo Poisk. È atterrato nelle steppe del Kazakistan 143 giorni dopo, il 16 marzo 2013.

#### Sojuz MS-03 (Expedition 50/51)
Il 9 febbraio 2015 la NASA ha ufficialmente annunciato la sua assegnazione all'Expedition 50/51 con partenza prevista per novembre 2016. Novickij sarà ancora una volta il comandante della Sojuz, la Sojuz MS-03, il modello aggiornato della Sojuz TMA-M da lui comandata nel 2012. Insieme a lui nella Sojuz ci saranno anche l'astronauta ESA Thomas Pesquet, l'ingegnere di volo 1, e l'astronauta NASA Peggy Whitson, l'ingegnere di volo 2 e comandante dell'Expedition 51. I tre sono partiti dal Cosmodromo di Bajkonur il 17 novembre 2016, arrivando due giorni dopo, il 19 novembre 2016, a bordo della Stazione spaziale internazionale.

#### Sojuz MS-18 (Expedition 65)
È partito per la sua terza missione spaziale il 9 aprile 2021, come comandante della Sojuz MS-18 e dell'Expedition 65. Ha fatto ritorno sulla Terra il 17 ottobre 2021.

#### Sojuz MS-25/Sojuz MS-24
Ha partecipato alla missione spaziale di 13 giorni Sojuz MS-25/Sojuz MS-24 tra marzo e aprile 2024 a bordo della Stazione spaziale internazionale.